# Route nationale 373
Die Route nationale 373, kurz N 373 oder RN 373 war eine französische Nationalstraße.
Die Straße verlief in den Jahren von 1933 bis 1973 von Compiègne zu einer Straßenkreuzung mit der Nationalstraße 19 südlich von Méry-sur-Seine. Ihr Straßenverlauf führte mehrfach auf mit anderen Nationalstraßen gemeinsamen Strecken, die allerdings nur wenige Kilometer aufwiesen.